# سيتو ساكاكبارا

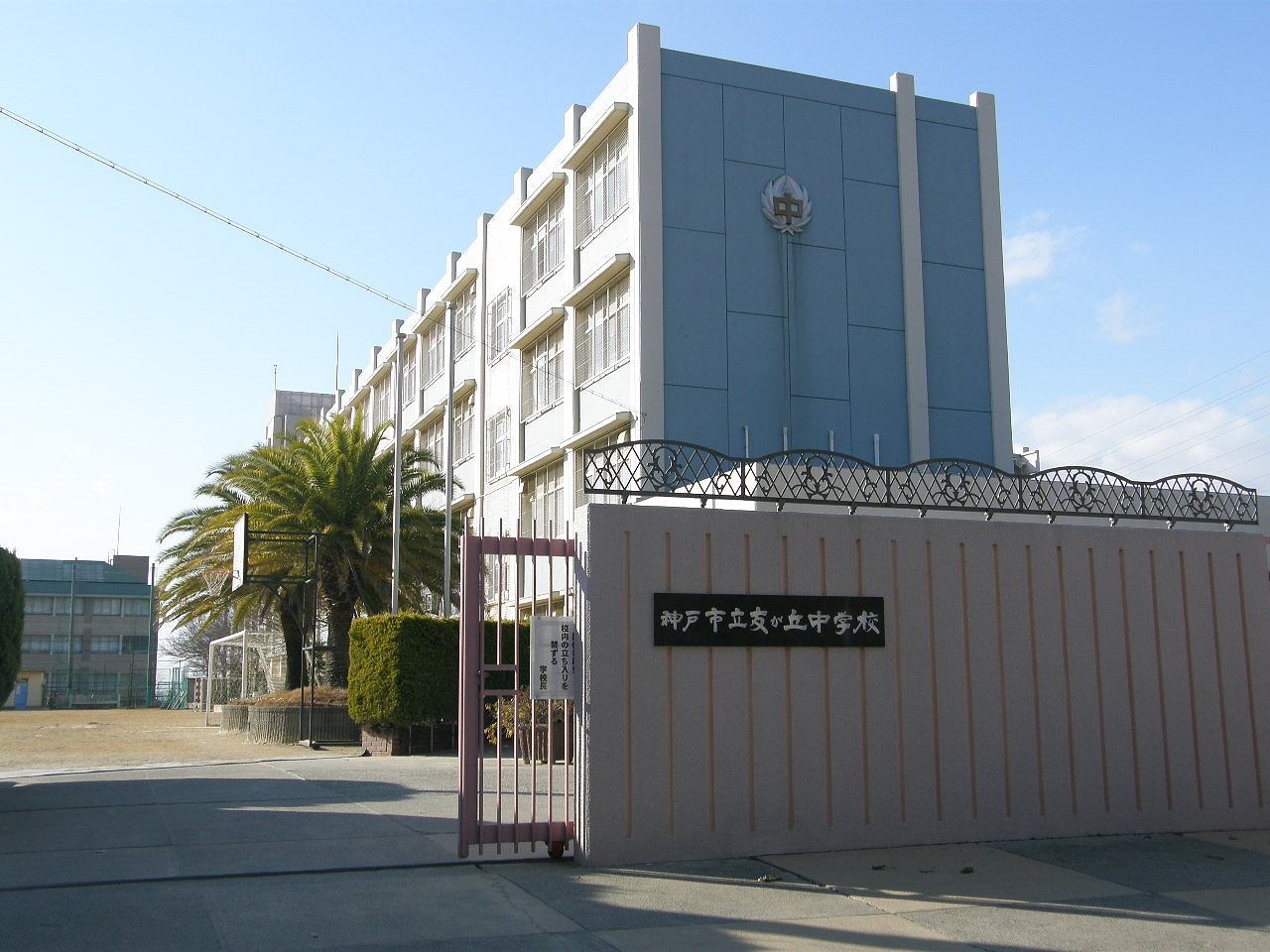

أزما شينعصيرو ( ولد عام 7 يوليو 1982 ,東 真一郎) هو سفاح ياباني. تم إدانته بقتل طفلين عام 1997.